# La trilogia di Wadi
La trilogia di Wadi è una trilogia di film del 1978, 1991 e 2001, diretta da Amos Gitai.

## Struttura della trilogia
- Wadi Rushmia - cortometraggio (1978)
- Wadi - mediometraggio (1991)
- Wadi Grand Canyon (2001)